# Стахово
Стахово (бел. Ста́хава) — деревня в Столинском районе Брестской области Беларуси. В составе Плотницкого сельсовета.

## География
Расположена в 27 км напрямую на северо-запад от города Столин, в 248 км от Бреста, в 6 км от железнодорожной станции Припять, 6 км на северо-восток от агрогородка Плотница, в 5 км на север от Осовцы.

## История
В летописных источниках Стахово известно с 1503 года. В XVI—XVIII веках деревня в составе Великого Княжества Литовского. 
С 1793 года — в составе Российской империи. С 1921 года в составе Польши. 
С 1939 года в составе Белорусской ССР. В 1940—1954 годах центр Стаховского сельсовета.

## Население

### Численность
- 2001 год — 1 162 жителя

### Динамика
- 2001 год — 1 162 жителя, 470 дворов

## Экономика
Около деревни расположена Мини-ГЭС «Стахово».

## Культура
- Дом культуры

## Достопримечательность
- Свято-Покровская церковь (1857)[3]. Православная церковь —  Историко-культурная ценность Республики Беларусь, шифр 113Г000699.

### Памятник, скульптура
- Памятник землякам, погибшим в Великой Отечественной войне.

## Галерея
- Свято-Покровская церковь
- Свято-Покровская церковь
- Свято-Покровская церковь

## Известные лица
- Апанасович, Владимир Владимирович (род. 1951) — учёный.
- Бычковский, Михаил Александрович — белорусский керамист.
- Горегляд, Харитон Степанович (1898—1985) — учёный.